# Кедлстон-голл
Кедлстон-холл(англ. Kedleston Hall)— заміська садиба з пейзажним парком, управління (менеджмент) якої здійснює Національний траст. Розташований на відстані чотирьох міль від міста Дербі.

## Історія створення
Землі в місцевості Кедлстон належали багатій родині Керзон щонайменше з 1297 року. Засновник нині існуючих споруд садиби — сер Натаніель Керзон, який пізніше отримав титул 1-го барона Скарсдейл. Для палацу в садибі використано проект нездійсненої вілли Моченіго італійського архітектора Андреа Палладіо. Будівництво в місцевості Кедлстон реалізували англійські архітектори Метью Бреттінгем та Джеймс Пейн. Натаніель Керзон запросив також маловідомого на той час архітектора Роберта Адама для створення паркових павільйонів. Проекти паркових споруд і їх вибудова настільки сподобались володареві, що той призначив Роберта Адама головним керівником будівництва в садибі.
Масштабне будівництво розтяглося в часі. Серед перших споруд — господський будинок палац, серед останніх — оранжерея 1800 року. Натхнений успіхом Роберт Адам запроектував цілу низку паркових павільйонів і дивацьких декоративних споруд, які ніколи не були здійснені.

## Складові частини. Палац

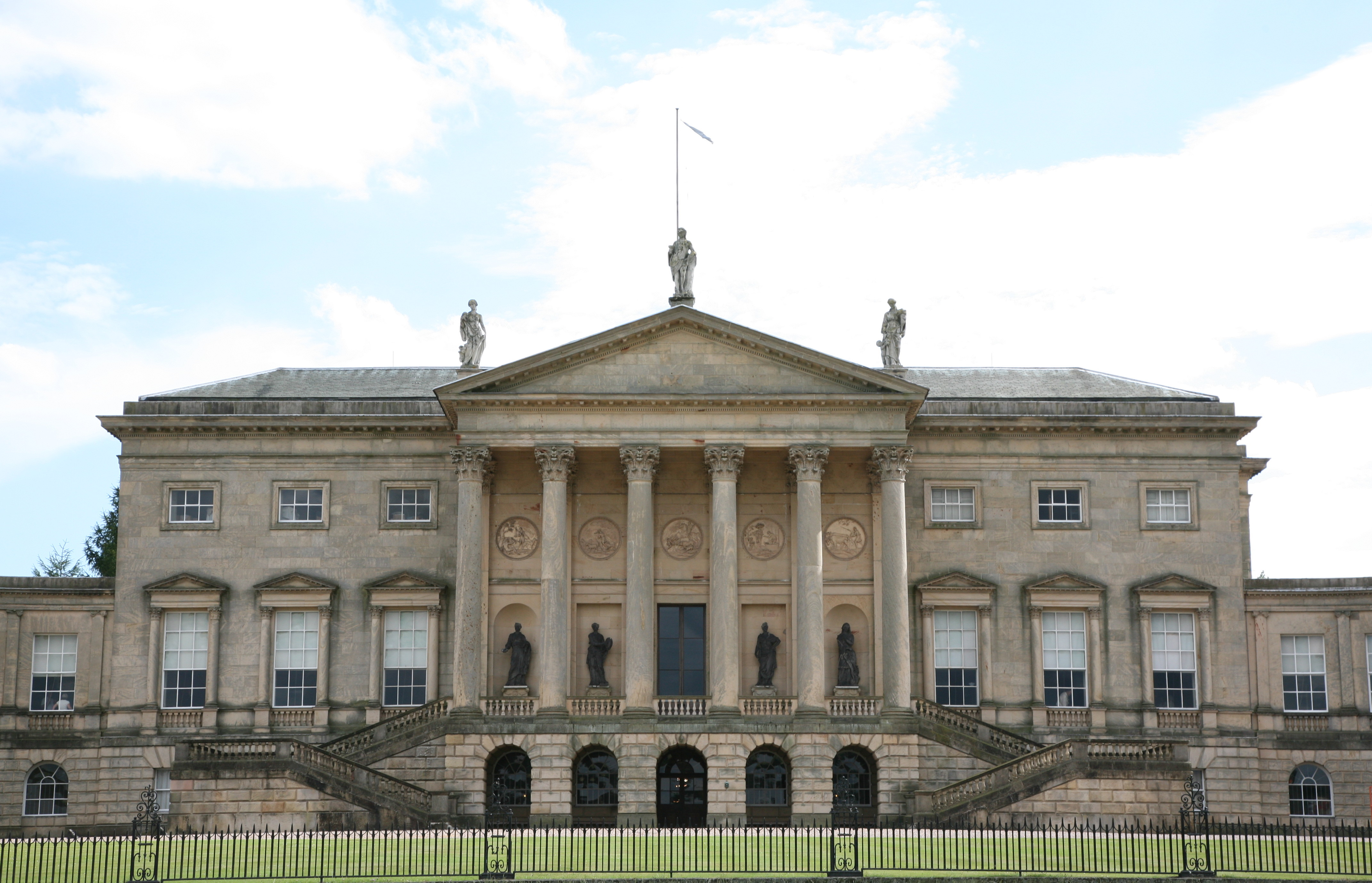
Палац. Головний фасад.

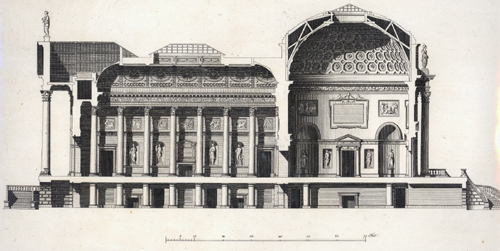
Розріз споруди за центральною віссю через парадну залу та залу з куполом.

Головна споруда садиби — триповерховий палац, поєднаний заокругленими галереями з двома бічними павільйонами. Центральна частина палацу з шестиколонним портиком головує в ансамблі і через висоту, і через видовжені барокові сходи. Трикутний фронтон портика прикрашають декоративні скульптури Бахуса, Венери та Церери. Зали цієї частини для житла — не використовувались, а виконували представницькі функції на часи відвідин почесних гостей та вельмож. Невеликий перший поверх прикрашений рустом і трактований як підмурки для двох верхніх. Парадним вважався другий поверх, прикрашений великими вікнами. Північний фасад споруди розтягнутий на 107 метрів, офіційний, холоднуватий і більш відповідний проекту Андреа Палладіо. Більш цікавим став південний фасад, розроблений та вибудований Робетом Адамом. Він тричастинний, центральна частина — у вигляді глухої триумфальної арки давньоримського імператора Константина в Римі. В нішах поставлені декоративні скульптури. Дещо несподіваним було використання і поєднання з давньоримською за витоками архітектурою барокових за характером заокруглених сходів, що пом'якшило помірковану і офіціозну архітектуру. Чотири колони фальшивої тріумфальної арки прикрашені зверху класичними скульптурами, як то і було в римському оригіналі. Південний силует споруди вінчав низький купол, який ззовні видно лише з відстані.

## Парадні інтер'єри
Палладіанська стилістика фасадів доповнена давньоримською стилістикою парадних інтер'єрів. Центральна зала палацу нагадувала атріум багатого римського помешкання. Залу прикрасили двадцятьма алебастровими колонами, що несуть важкий карниз. Стіни за колонами прикрашені нішами з класичними скульптурами. Верхні частини стін прикрашені грізайлями. Підлогу в залі створили за технологіями штучних італійських підлог з використанням мармуру. Роберт Адам використав нове на той час освітлення через скляний дах.
З півдня до парадної зали прибудована кругла купольна зала на всю висоту споруди. Її найбільша висота досягла 18,6 метри. Кругла зала планувалась як скульптурна галерея і була завершена 1763 року. В декорі еклектично поєднані давньоримські елементи з англійським класицизмом середини 18 ст. Верхом компромісу і глупоти стали печі, замасковані під п'єдестали для великих декоративних ваз. Декілька інших зал продовжують в декорі стилістику стародавнього Риму та класицизму, але в більш стриманих формах (парадна спальня їдальня, бібліотека, музичний салон). Інтер'єри доповнені зразками старовинних меблів та творів декоративно-ужиткового мистецтва.
Лорд Джордж Натаниель Керзон, що був першим віце-королем колоніальної Індії з 1898 року, сприяв збагаченню родини і передачі сюди значної колекції індійських та східних пам'яток, збережених донині.

## Пейзажний парк садиби Кедлстон-холл

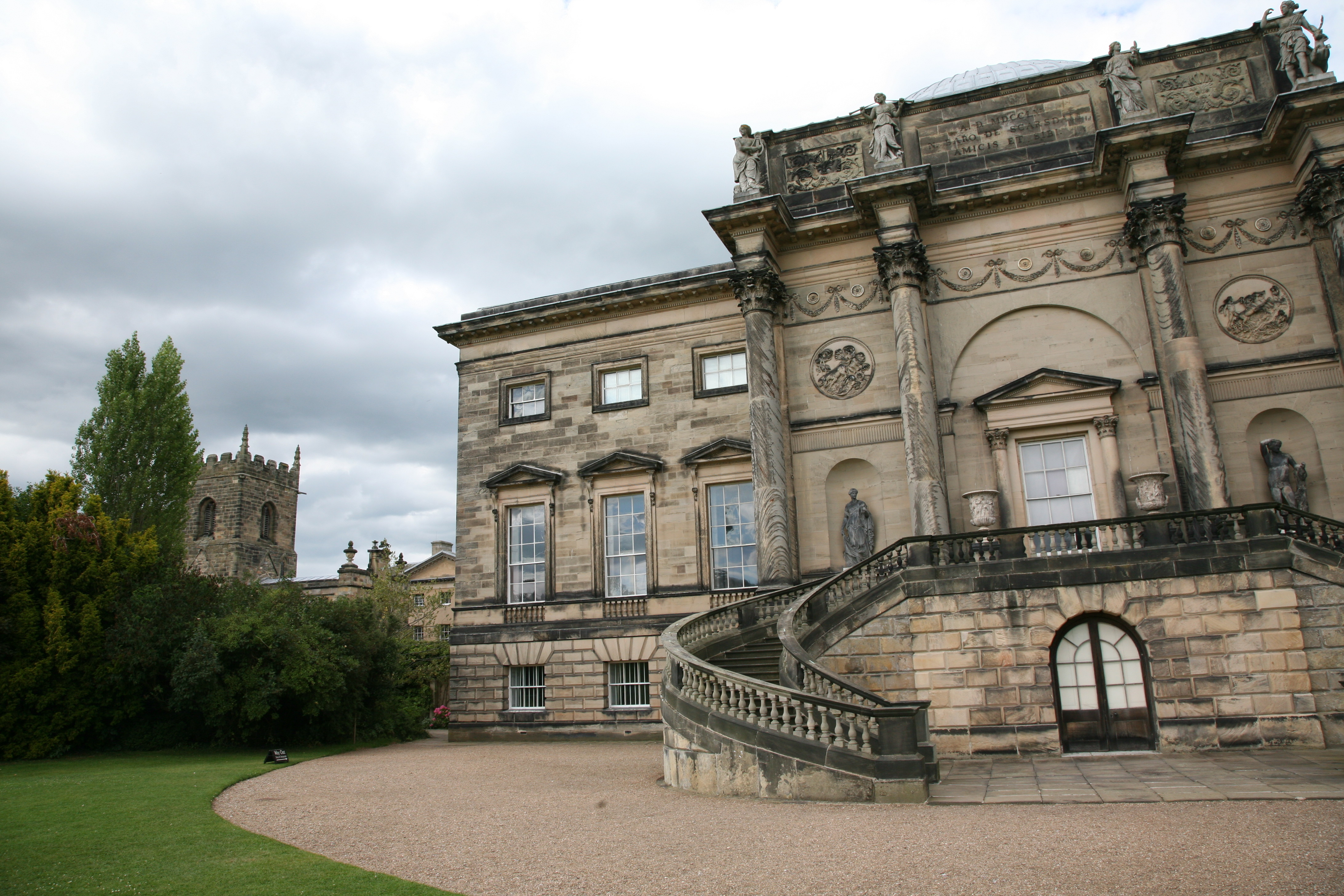
Садиба з південного боку.

Архітектор Роберт Адам виступив також і як головний садівник та ландшафтний архітектор. Саме з ініціативи Роберта Адама в арку оселили оленів. Адам наслідував настановам, які запропонував Чарльз Бриджмен (1690—1738), тобто парковий дизайн, що копіював натуральні краєвиди. Роберт Адам ретельно переробив залишки регулярного розпланування на краєвиди з імітацією натуральних ландшафтів, доповнених парковими павільйонами. Володар садиби в 1760-ті роки передав йому рідкісне насіння італійських рослин, серед яких було і насіння рододендронів. Роберт Адам сприяв появі нових ділянок з галявинами та кущами і деревами. На території пейзажного парку розпочали випас панської худоби. Аби худоба не губилась, межі випасу були обнесені кам'яними мурами, прихованими за рослинами.
Серед незвичних паркових споруд, що межують з примхами, будиночок рибалки з приміщеннями «Холодна ванна» і зали для збереження човнів. Архітектор Джордж Ричардсон запропонував вибудувати також гексагональний будиночок, але була вибудована лише оранжерея, спорудження якої і завершило створення ансамблю.

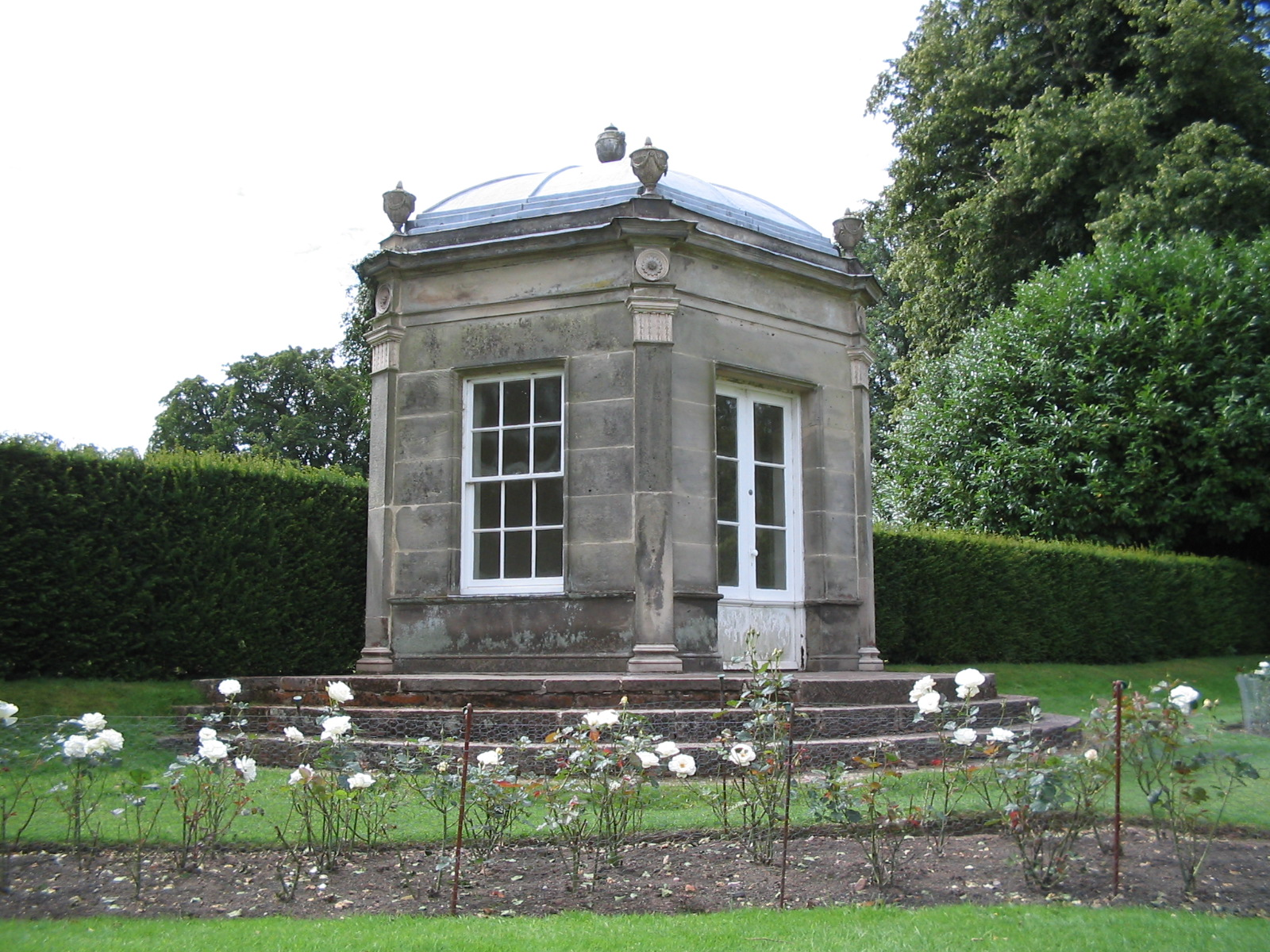
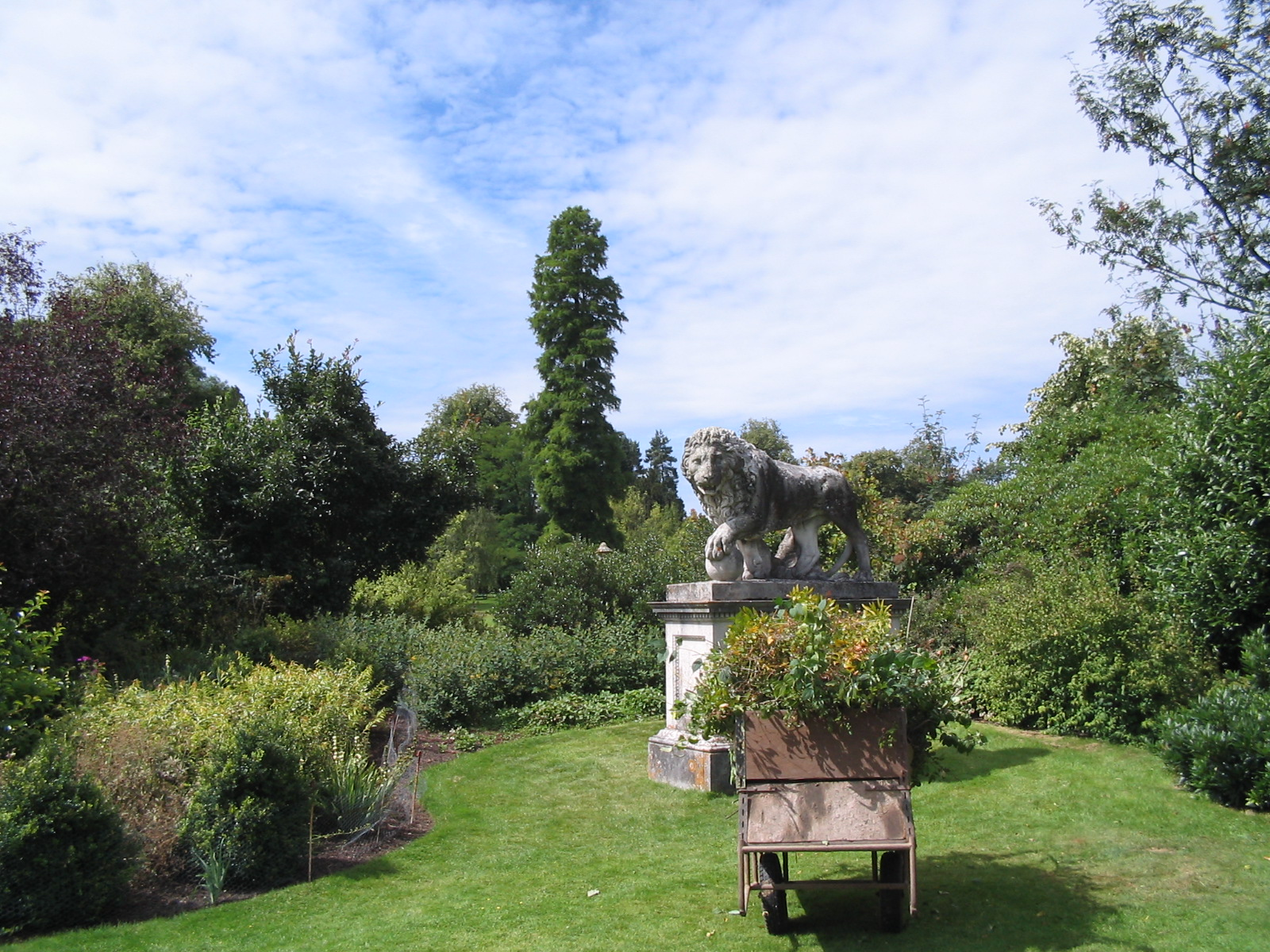
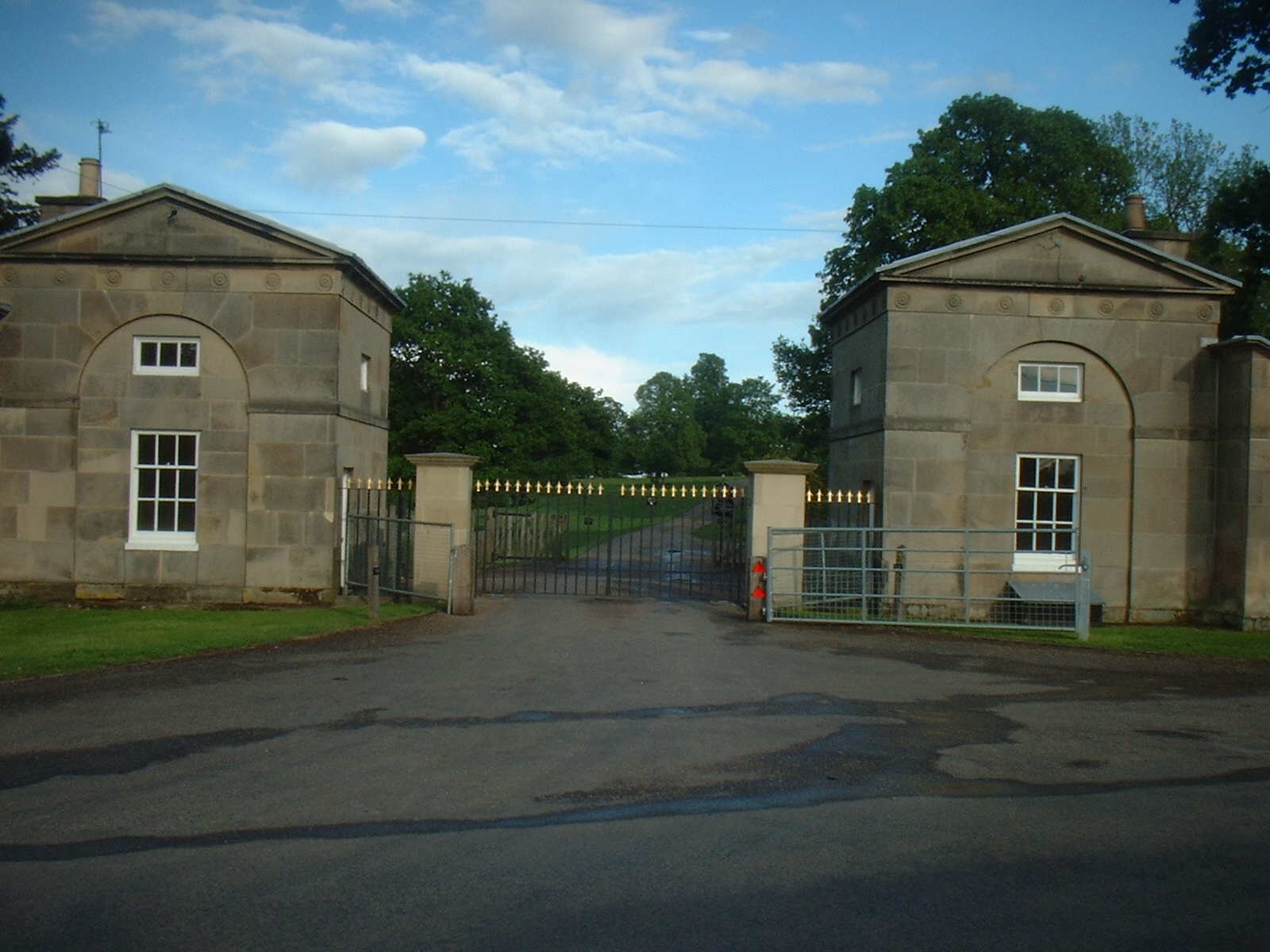

## Патронат Національного трасту Великої Британії

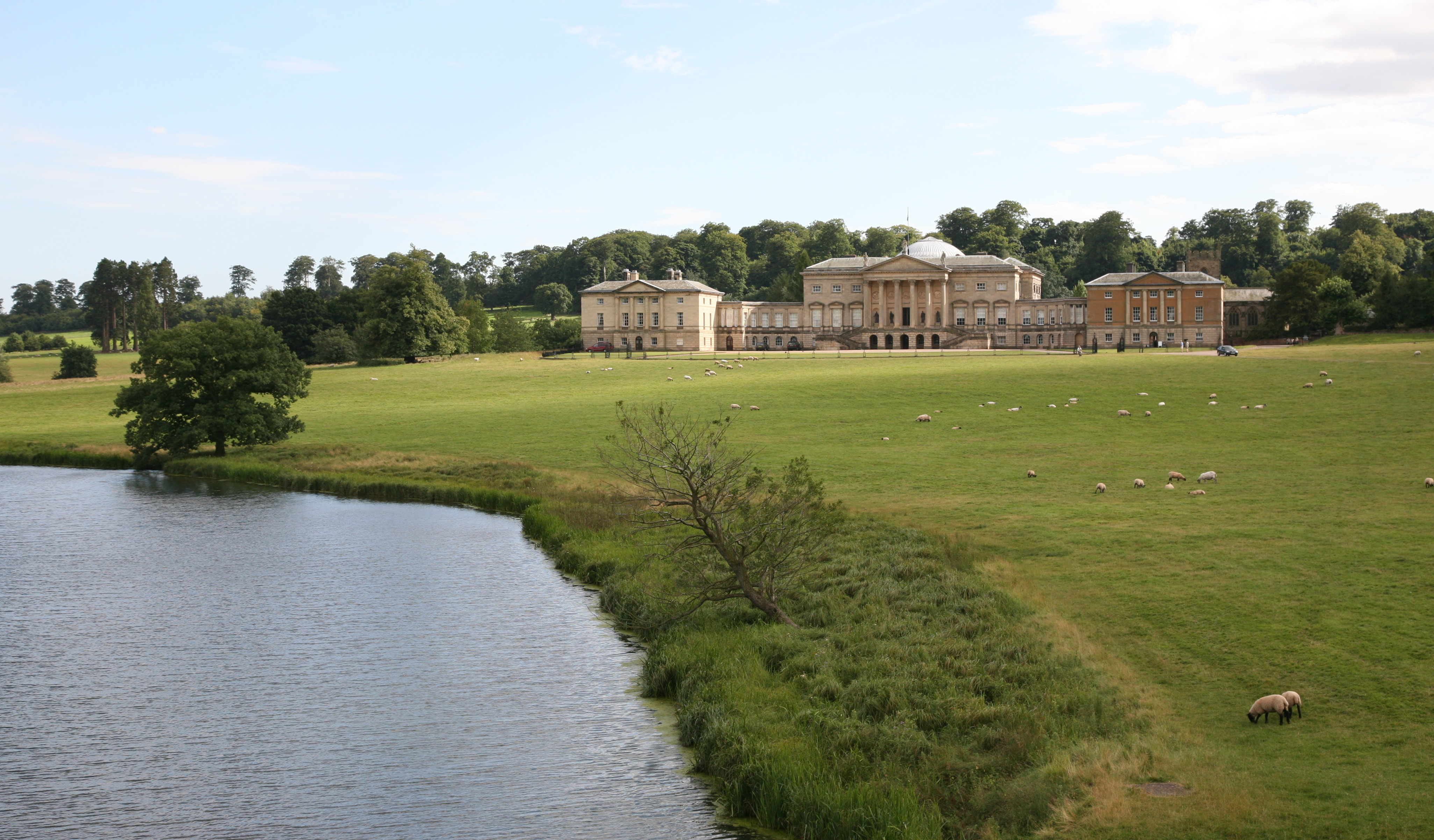
Садиба Кедлстон-холл з півночі.

З 1987 року управління садибою Кедлстон-холл перейшло до Національного трасту, популярного пам'яткоохоронного закладу країни. Національний траст сприяв видаленню нехарактерних додатків 20 століття в саду і відновленню, наближенню його вигляду до доби праці тут Роберта Адама. Парк і сади садиби відкриті для відвідин з березня до жовтня з 10-ї до 18-ї години. Відвідини парку взимку обмежені 16-ю годиною. Відвідини для дорослих коштують чотири фунти.